# Anyflow
Anyflow株式会社（エニーフローかぶしきがいしゃ、英: Anyflow, Inc.）は、事業者向けに日本初のクラウドインテグレーションサービス「Anyflow」を提供している企業。

## 概要
異なるSaaS同士を柔軟に接続したりデータを統合したりすることが可能になる iPaaS (Integration Platform as a Service) に該当する。
国内SaaSサービスの対応や非エンジニア職の方でも操作可能なノンプログラミング設計、直感的な操作性で定型業務・ワークフローの自動化を実現し、企業でのデータの利活用や促進などの効果が得られるサービスであることを特徴とする。
注目されだした要因としては日本初のクラウドインテグレーションサービスとしての提供。国内におけるクラウドサービスの利用増加。セールスフォースが約65億ドルでMuleSoftの買収劇から見える市場規模。2025年の壁の中でDXサービスになり得る製品力が注目理由として推測されている。

## 沿革
- 2016年2月12日 - Anyflow株式会社を設立

## 参考
- 国内初のクラウドネイティブiPaaSサービス Anyflow、“EY Innovative Startup 2020”を受賞 2020年2月28日
- 複数SaaSを繋ぎ定型業務を自動化、“プログラミング不要”のiPaaS「Anyflow」が約2.2億円を調達 2020年1月08日
- B Dash Camp 2019 FallのPITCH ARENA優勝は複数のSaaSをつなぎ合わせるiPaaSのAnyFlow 2019年10月31日
- プログラミングなしで複数SaaSを連携、定型作業を自動化するiPaaS「Anyflow」が資金調達 2019年9月24日
- Incubate Camp12th参加のスタートアップ16社を紹介、総合1位はAnyflow 2019年9月14日